# Chiesa della Madonna dei Poveri (Reggio Calabria)
La chiesa della Madonna dei Poveri al Trabocchetto, comunemente conosciuta come a Krèsiê Pipi (chiesa di Pepe), è il più antico edificio cristiano esistente nella città di Reggio Calabria.

## Storia
L'originario luogo di culto fu edificato forse nel corso del X secolo dedicato al Santissimo Salvatore, unico ricordo ne è la "via del Salvatore" che si congiunge alla chiesa; fu la parrocchia della periferia reggina come chiesa dittereale, cioè chiesa succursale della Cattolica dei Greci, allora ubicata in piazza Italia ed unica parrocchia del centro cittadino.
L'esistenza della chiesa del Salvatore è già attestata da documenti della metà dell'XI secolo e probabilmente è da identificare con una delle tre chiese poste sulla collina che "per la sua vicinanza sovrasta la città" di cui si legge nella vita di san Lorenzo di Frazzanò, che fu a Reggio intorno al 1158.
Da essa fino alla seconda metà del XVIII secolo la domenica delle Palme partiva la celebre "processione della Sannà", descritta dagli storici reggini come evento particolarmente suggestivo, che ha dato nome all'attuale "via Osanna" e che giungeva alla Cattolica percorrendo a ritroso quella che forse era stata la via sacra dei greci dall'agorà (piazza Italia) all'acropoli (Trabocchetto).
Dell'originale edificio bizantino rimane il pregevole parato murario molte volte rimaneggiato, emergente dal suolo per circa due metri, decorato con archi e nicchie, che mostra ancora dei graffiti: un nome in greco, forse firma di un muratore, disegni e simboli apotropaici.
Dopo la peste degli anni 1576 - 1577, dato che il lazzaretto in quel frangente era stato impiantato attorno alla chiesa, essa rimase chiusa al culto per diversi anni nel timore che frequentare quel luogo potesse essere ancora causa di contagio e le sue strutture per l'abbandono subirono danni. Negli anni a cavallo tra i secoli XVI e XVII fu ristrutturata: furono abolite le antiche tre absidi bizantine e sostituite con l'unica ampia abside ancora esistente, furono praticate nei muri cinque finestre, quattro delle quali ancora visibili, fu rifatto il tetto, le cui grondaie erano sostenute da cagnoli in pietra intagliata in parte conservati.
Col terremoto del 1783 crollò la facciata, qualche metro più avanzata rispetto all'attuale, e la chiesa rimase per alcuni decenni abbandonata, finché, alla metà del XIX secolo il terreno dove essa sorgeva con tutti i ruderi fu acquistato da un pasticcere reggino, Paolo Albanese, chiamato "Paulu Pipi", che dette il suo nome alla chiesa, a Krèsiê Pipi. Egli infatti restaurò i ruderi esistenti, ne rialzò le murature di circa tre metri, rifece la facciata ed il campanile, e dedicò il luogo di culto al suo santo patrono, chiamandolo San Paolo e dotandolo di una statua del santo ancora conservata.
Il terremoto del 1908 fece ancora una volta crollare la facciata ed il campanile e sulle strutture edilizie rimaste intatte una squadra di soccorso americana costruì una chiesa baraccata, ricoperta di lamiere, "a krèsiê landa", che servì ancora una volta come parrocchia col titolo di San Paolo per i vasti insediamenti baraccati sorti sulle colline orientali della città. Nel frattempo fu costruito un nuovo edificio cultuale per quella vasta parrocchia, l'attuale chiesa di San Paolo alla Rotonda, e nel 1935 essa si trasferì in quella nuova sede.
La chiesa del Trabocchetto perdette il titolo voluto da Paulu Pipi e fu denominata l'Immacolata Madre dei Poveri, dato che vi furono trasferiti gli arredi e le devozioni che avevano sede in due chiesette delle vicinanze, distrutte anch'esse dal terremoto, quella dell'Immacolata, dalla quale proviene la statua ottocentesca della Madonna, e quella della Madonna dei Poveri, dalla quale giunse l'omonimo quadro settecentesco.
Negli anni 1979 - 1980 per iniziativa di frate Carlo Longo, fu demolita la fatiscente baracca e con il lavoro e il sostegno economico degli abitanti del rione, fu ristrutturato tutto l'edificio, salvando tutte le strutture murarie esistenti ed integrando solamente le parti mancanti. La chiesa così restaurata fu consacrata dall'arcivescovo Aurelio Sorrentino il 30 novembre 1980.
In seguito, dato il persistere di infiltrazioni di acqua, che ripetutamente avevano distrutto gli intonaci, sono stati messi completamente in luce i ricchi resti delle antiche strutture bizantine e il parato murario ornato di graffiti e di nicchie ornamentali. In queste ultime per esigenze di stile e di continuità storica sono state collocate delle icone, che provengono dal mercato antiquario o sono state appositamente dipinte da un artista contemporaneo, il pittore ateniese Nikolaos Houtos.
La chiesa, unico cimelio bizantino esistente quasi integro nella città di Reggio Calabria, il 22 marzo 2001 fu visitata da S.S. Bartolomeo I, patriarca ecumenico di Costantinopoli, durante il suo pellegrinaggio ai luoghi sacri della grecità di Calabria e Sicilia.